# Malezja na Letnich Igrzyskach Olimpijskich 2012
Malezję na Letnich Igrzyskach Olimpijskich 2012 reprezentowało 29 zawodników: 16 mężczyzn i 13 kobiet. Zdobyli oni dwa medale, po jednym srebrnym i brązowym, zajmując 63. miejsce w klasyfikacji medalowej.
Był to czternasty start reprezentacji Malezji na letnich igrzyskach olimpijskich.

## Zdobyte medale
| Medal  | Zawodnik         | Dyscyplina    | Konkurencja                      | Rezultat                               |
| ------ | ---------------- | ------------- | -------------------------------- | -------------------------------------- |
| Srebro | Lee Chong Wei    | Badminton     | gra pojedyncza mężczyzn          | w finale uległ Chińczykowi Lin Dan 1:2 |
| Brąz   | Pandelela Rinong | Skoki do wody | wieża 10 m indywidualnie kobiety | 359,20 pkt                             |

## Skład kadry

### Badminton
Mężczyźni
| Zawodnik                     | Konkurencja    | Faza grupowa                   | Faza grupowa                   | Faza grupowa                     | Faza grupowa | Eliminacje          | Ćwierćfinał                         | Półfinał                 | Finał/Mecz o 3. miejsce          | Finał/Mecz o 3. miejsce |
| Zawodnik                     | Konkurencja    | Przeciwnik Punkty              | Przeciwnik Punkty              | Przeciwnik Punkty                | Miejsce      | Przeciwnik Punkty   | Przeciwnik Punkty                   | Przeciwnik Punkty        | Przeciwnik Punkty                | Miejsce                 |
| ---------------------------- | -------------- | ------------------------------ | ------------------------------ | -------------------------------- | ------------ | ------------------- | ----------------------------------- | ------------------------ | -------------------------------- | ----------------------- |
| Lee Chong Wei                | gra pojedyncza | Ville Lång W 2-1               |                                |                                  | 1.           | Simon Santoso W 2-0 | Parupalli Kashyap W 2-0             | Chen Long W 2-0          | Lin Dan P 1-2                    | srebro                  |
| Koo Kien Keat Tan Boon Heong | gra podwójna   | Naoki Kawamae Shōji Satō W 2-0 | Howard Bach Tony Gunawan W 2-0 | Jung Jae-sung Lee Yong-dae P 2-0 | 2.           |                     | Bodin Isara Maneepong Jongjit W 2-0 | Cai Yun Fu Haifeng P 0-2 | Jung Jae-sung Lee Yong-dae P 0-2 | 4.                      |

Kobiety
| Zawodniczka | Konkurencja    | Faza grupowa         | Faza grupowa           | Faza grupowa         | Faza grupowa | Eliminacje           | Ćwierćfinał          | Półfinał             | Finał                | Finał   |
| Zawodniczka | Konkurencja    | Przeciwniczka Punkty | Przeciwniczka Punkty   | Przeciwniczka Punkty | Miejsce      | Przeciwniczka Punkty | Przeciwniczka Punkty | Przeciwniczka Punkty | Przeciwniczka Punkty | Miejsce |
| ----------- | -------------- | -------------------- | ---------------------- | -------------------- | ------------ | -------------------- | -------------------- | -------------------- | -------------------- | ------- |
| Tee Jing Yi | gra pojedyncza | Bae Youn-joo P 1-2   | Agnese Allegrini W 2-0 |                      | 2.           | Nie awansowała       | Nie awansowała       | Nie awansowała       | Nie awansowała       | 17.     |

| Zawodnicy                   | Konkurencja  | Faza grupowa                         | Faza grupowa                                   | Faza grupowa         | Faza grupowa | Ćwierćfinał        | Półfinał           | Finał              | Finał   |
| Zawodnicy                   | Konkurencja  | Przeciwnicy Punkty                   | Przeciwnicy Punkty                             | Przeciwnicy Punkty   | Miejsce      | Przeciwnicy Punkty | Przeciwnicy Punkty | Przeciwnicy Punkty | Miejsce |
| --------------------------- | ------------ | ------------------------------------ | ---------------------------------------------- | -------------------- | ------------ | ------------------ | ------------------ | ------------------ | ------- |
| Chan Peng Soon Goh Liu Ying | gra mieszana | Chen Hung-ling Cheng Wen-hsing W 2-1 | Sudket Prapakamol Saralee Thoungthongkam P 0-2 | Xu Chen Ma Jin P 0-2 | 3.           | Nie awansowali     | Nie awansowali     | Nie awansowali     | 13.     |

### Kolarstwo

#### Kolarstwo szosowe
| Zawodnik       | Konkurencja                    | Czas                 | Pozycja              |
| -------------- | ------------------------------ | -------------------- | -------------------- |
| Amir Rusli     | wyścig ze startu wspólnego (m) | Nie ukończył wyścigu | Nie ukończył wyścigu |
| Muhamad Othman | wyścig ze startu wspólnego (m) | Nie ukończył wyścigu | Nie ukończył wyścigu |

#### Kolarstwo torowe
Sprint
| Zawodnik          | Konkurencja       | Kwalifikacje  | Runda 1           | Runda 2          | Repasaże                                   | Ćwierćfinały    | Wyścig o miejsca 5.-8,                           | Półfinały       | Finał   | Finał |
| Zawodnik          | Konkurencja       | Time Speed    | Przeciwnik Czas   | Przeciwnik Czas  | Przeciwnik Czas                            | Przeciwnik Czas | Przeciwnik Czas                                  | Przeciwnik Czas | Pozycja |       |
| ----------------- | ----------------- | ------------- | ----------------- | ---------------- | ------------------------------------------ | --------------- | ------------------------------------------------ | --------------- | ------- | ----- |
| Azizulhasni Awang | indywidualnie (m) | 10,266 70,408 | Zhang Miao 10,473 | Dienis Dmitrijew | Sei'ichirō Nakagawa Hersony Canelón 10,456 | Jason Kenny     | Dienis Dmitrijew Jimmy Watkins Robert Förstemann | Nie awansował   | 8.      |       |

Keirin
| Zawodnik          | Konkurencja | Runda 1 | Repesaż | Runda 2        | Finał          | Pozycja |
| Zawodnik          | Konkurencja | Pozycja | Pozycja | Pozycja        | Pozycja        | Pozycja |
| ----------------- | ----------- | ------- | ------- | -------------- | -------------- | ------- |
| Azizulhasni Awang | mężczyźni   | 2.      |         | 2.             | 6.             | 6.      |
| Fatehah Mustapa   | kobiety     | 4.      | 5.      | Nie awansowała | Nie awansowała | 15.     |

### Lekkoatletyka
Mężczyźni
Konkurencje techniczne
| Zawodnik    | Konkurencja | Kwalifikacje | Kwalifikacje | Finał         | Finał         |
| Zawodnik    | Konkurencja | Wynik        | Miejsce      | Wynik         | Miejsce       |
| ----------- | ----------- | ------------ | ------------ | ------------- | ------------- |
| Lee Hup Wei | skok wzwyż  | 2,16         | 30.          | Nie awansował | Nie awansował |

Kobiety
Konkurencje biegowe
| Zawodnik              | Konkurencja        | Eliminacje | Eliminacje | Półfinał       | Półfinał       | Finał          | Finał          |
| Zawodnik              | Konkurencja        | Wynik      | Miejsce    | Wynik          | Miejsce        | Wynik          | Miejsce        |
| --------------------- | ------------------ | ---------- | ---------- | -------------- | -------------- | -------------- | -------------- |
| Noraseela Mohd Khalid | 400 m przez płotki | 1:00,16    | 8          | nie awansowała | nie awansowała | nie awansowała | nie awansowała |

### Łucznictwo
| Zawodnik                                              | Konkurencja       | Runda rankingowa | Runda rankingowa | 1/32                      | 1/16             | 1/8                  | Ćwierćfinały          | Półfinały        | Finał            | Finał   |
| Zawodnik                                              | Konkurencja       | Wynik            | Seed             | Przeciwnik Wynik          | Przeciwnik Wynik | Przeciwnik Wynik     | Przeciwnik Wynik      | Przeciwnik Wynik | Przeciwnik Wynik | Pozycja |
| ----------------------------------------------------- | ----------------- | ---------------- | ---------------- | ------------------------- | ---------------- | -------------------- | --------------------- | ---------------- | ---------------- | ------- |
| Khairul Anuar Mohamad                                 | indywidualnie (m) | 669              | 20.              | Cheng Chu Sian 6-4        | Xing Yu 7-5      | Laurence Godfrey 7-5 | Takaharu Furukawa 2-6 | Nie awansował    | Nie awansował    | 6.      |
| Cheng Chu Sian                                        | indywidualnie (m) | 658              | 45.              | Khairul Anuar Mohamad 4-6 | Nie awansował    | Nie awansował        | Nie awansował         | Nie awansował    | Nie awansował    | 33.     |
| Haziq Kamaruddin                                      | indywidualnie (m) | 654              | 48.              | Dienis Gankin 4-6         | Nie awansował    | Nie awansował        | Nie awansował         | Nie awansował    | Nie awansował    | 33.     |
| Cheng Chu Sian Haziq Kamaruddin Khairul Anuar Mohamad | drużynowo (m)     | 1981             | 10.              |                           |                  | Meksyk · 211-216     | Nie awansowali        | Nie awansowali   | Nie awansowali   | 9.      |
| Nurul Syafiqah Hashim                                 | indywidualnie (k) | 599              | 60.              | Lin Chia-en 2-6           | Nie awansowała   | Nie awansowała       | Nie awansowała        | Nie awansowała   | Nie awansowała   | 33.     |

### Pływanie
Kobiety
| Zawodniczka  | Konkurencja    | Eliminacje | Eliminacje | Półfinał | Półfinał | Finał          | Finał          |
| Zawodniczka  | Konkurencja    | Czas       | Miejsce    | Czas     | Miejsce  | Czas           | Miejsce        |
| ------------ | -------------- | ---------- | ---------- | -------- | -------- | -------------- | -------------- |
| Cai Lin Khoo | 800 m dowolnym | 8:51,18    | 30.        |          |          | Nie awansowała | Nie awansowała |
| Heidi Gan    | 10 km          |            |            |          |          | 2:00:45,0      | 16.            |

### Skoki do wody
Mężczyźni
| Zawodnik                | Konkurencja                   | Preeliminacje | Preeliminacje | Półfinał      | Półfinał      | Finał         | Finał         |
| Zawodnik                | Konkurencja                   | Punkty        | Miejsce       | Punkty        | Miejsce       | Punkty        | Miejsce       |
| ----------------------- | ----------------------------- | ------------- | ------------- | ------------- | ------------- | ------------- | ------------- |
| Yeoh Ken Nee            | trampolina 3 m indywidualnie  | 452,60        | 10.           | 441,65        | 12.           | 437,45        | 10.           |
| Huang Qiang             | trampolina 3 m indywidualnie  | 433,85        | 19.           | Nie awansował | Nie awansował | Nie awansował | Nie awansował |
| Bryan Lomas             | wieża 10 m indywidualnie      | 434,95        | 19.           | Nie awansował | Nie awansował | Nie awansował | Nie awansował |
| Huang Qiang Bryan Lomas | trampolina 3 m synchronicznie |               |               |               |               | 405,09        | 8.            |

Kobiety
| Zawodniczka                       | Konkurencja                   | Preeliminacje | Preeliminacje | Półfinał       | Półfinał       | Finał          | Finał          |
| Zawodniczka                       | Konkurencja                   | Punkty        | Miejsce       | Punkty         | Miejsce        | Punkty         | Miejsce        |
| --------------------------------- | ----------------------------- | ------------- | ------------- | -------------- | -------------- | -------------- | -------------- |
| Cheong Jun Hoong                  | trampolina 3 m indywidualnie  | 272,45        | 20.           | Nie awansowała | Nie awansowała | Nie awansowała | Nie awansowała |
| Ng Yan Yee                        | trampolina 3 m indywidualnie  | 257,85        | 24.           | Nie awansowała | Nie awansowała | Nie awansowała | Nie awansowała |
| Pandelela Rinong                  | wieża 10 m indywidualnie      | 349,00        | 2.            | 352,50         | 5.             | 359,20         | brąz           |
| Traisy Vivien Tukiet              | wieża 10 m indywidualnie      | 285,00        | 22.           | Nie awansowała | Nie awansowała | Nie awansowała | Nie awansowała |
| Cheong Jun Hoong Pandelela Rinong | trampolina 3 m synchronicznie |               |               |                |                | 283,50         | 8.             |
| Leong Mun Yee Pandelela Rinong    | wieża 10 m synchronicznie     |               |               |                |                | 308,52         | 7.             |

### Strzelectwo
Kobiety
| Zawodnik               | Konkurencja | Kwalifikacje | Kwalifikacje | Finał          | Finał          |
| Zawodnik               | Konkurencja | Wynik        | Pozycja      | Wynik          | Pozycja        |
| ---------------------- | ----------- | ------------ | ------------ | -------------- | -------------- |
| Nur Suryani Mohd Taibi | kpn 40      | 392          | 34.          | Nie awansowała | Nie awansowała |

### Szermierka
Mężczyźni
| Zawodnik     | Konkurencja          | 1/32              | 1/16               | 1/8              | Ćwierćfinały     | Półfinały        | Finał            | Finał   |
| Zawodnik     | Konkurencja          | Przeciwnik Wynik  | Przeciwnik Wynik   | Przeciwnik Wynik | Przeciwnik Wynik | Przeciwnik Wynik | Przeciwnik Wynik | Pozycja |
| ------------ | -------------------- | ----------------- | ------------------ | ---------------- | ---------------- | ---------------- | ---------------- | ------- |
| Yu Peng Kean | szabla indywidualnie | Mannad Zeid 15-12 | Áron Szilágyi 1-15 | Nie awansował    | Nie awansował    | Nie awansował    | Nie awansował    | 32.     |

### Żeglarstwo
Mężczyźni
| Zawodnik            | Konkurencja | Wyścig | Wyścig | Wyścig | Wyścig | Wyścig | Wyścig | Wyścig | Wyścig | Wyścig | Wyścig | Wyścig | Punkty | Finałowa pozycja |
| Zawodnik            | Konkurencja | 1      | 2      | 3      | 4      | 5      | 6      | 7      | 8      | 9      | 10     | M*     | Punkty | Finałowa pozycja |
| ------------------- | ----------- | ------ | ------ | ------ | ------ | ------ | ------ | ------ | ------ | ------ | ------ | ------ | ------ | ---------------- |
| Khairulnizam Afendy | Laser       | 42     | 47     | 48     | 47     | 47     | 44     | 37     | 45     | 40     | 45     | —      | 394    | 47.              |

M = Wyścig medalowy